# Казалето Спартано
Казалето Спартано (итал. Casaletto Spartano) је насеље у Италији у округу Салерно, региону Кампанија.
Према процени из 2011. у насељу је живело 703 становника. Насеље се налази на надморској висини од 407 м.

## Становништво
| 1951. | 1961. | 1971. | 1981. | 1991. | 2001. | 2011. |
| ----- | ----- | ----- | ----- | ----- | ----- | ----- |
| 2.563 | 2.487 | 2.088 | 1.973 | 1.905 | 1.680 | 1.463 |